# Gotthard Sundberg

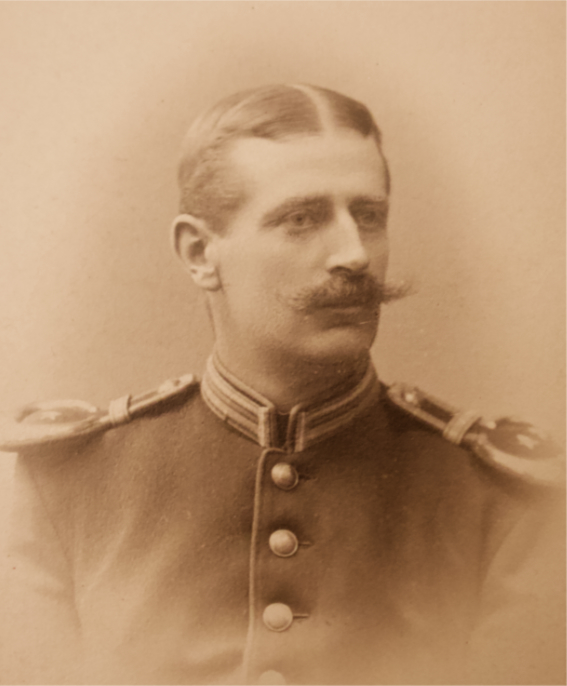
Porträtt av Gotthard Sundberg

Gotthard Sundberg, född 2 juli 1859 i Stockholm, död 18 augusti 1937, var en svensk militär (kapten i Kungl. Uplands regemente), konsthantverkare och träskulptör. Han var även författare, översättare och redaktör för Svensk fångvårdstidskrift.

## Galleri
Exempel på skåp i ek och valnöt från ca 1890 - 1900.

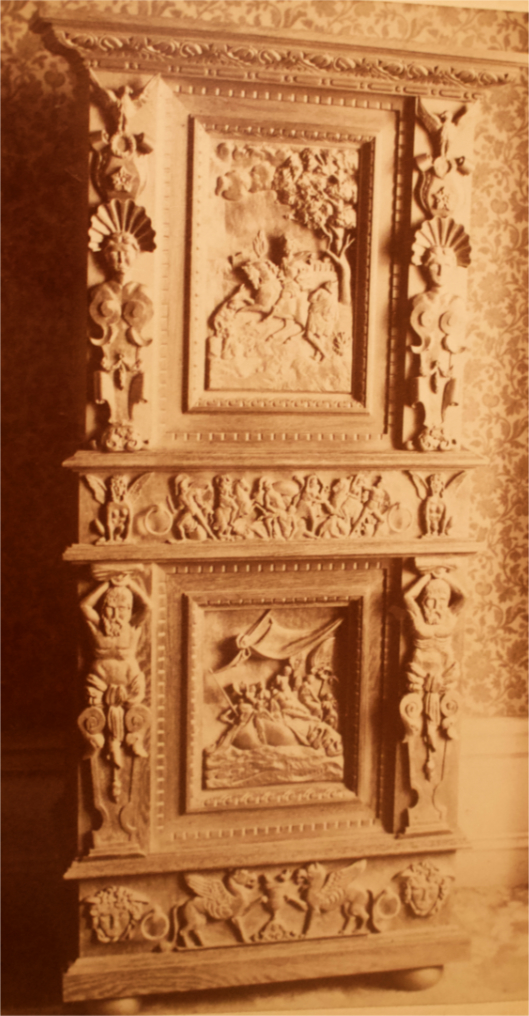
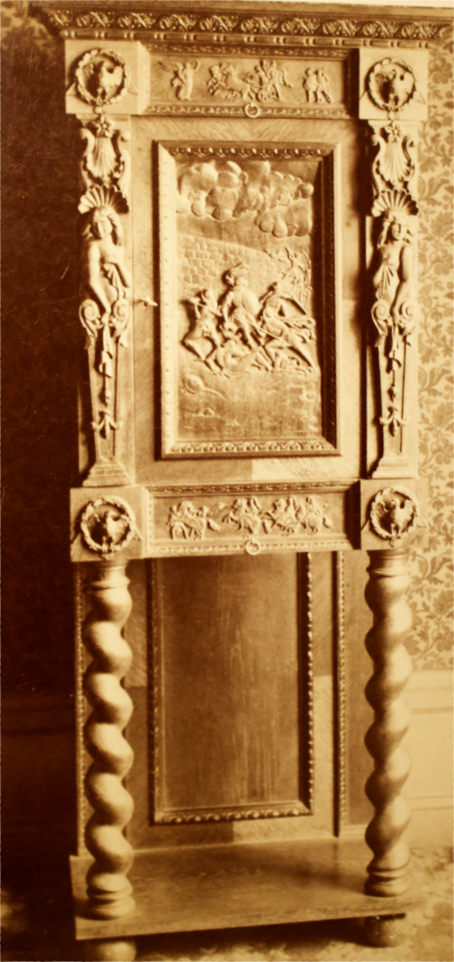
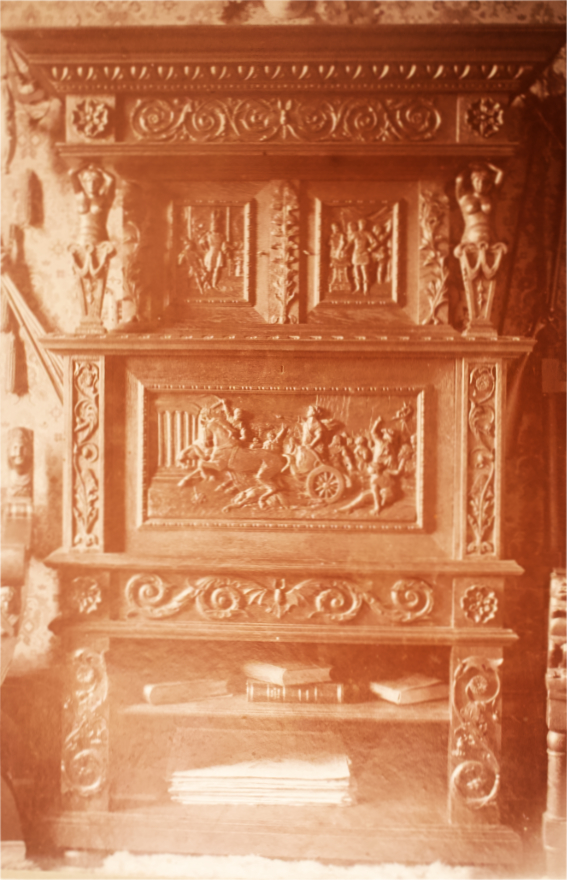
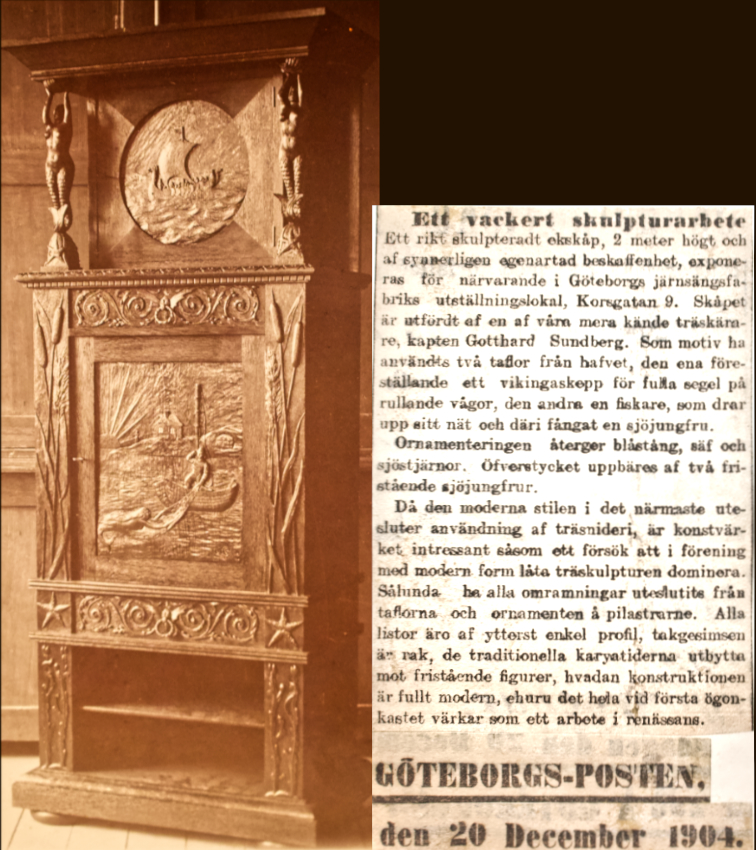
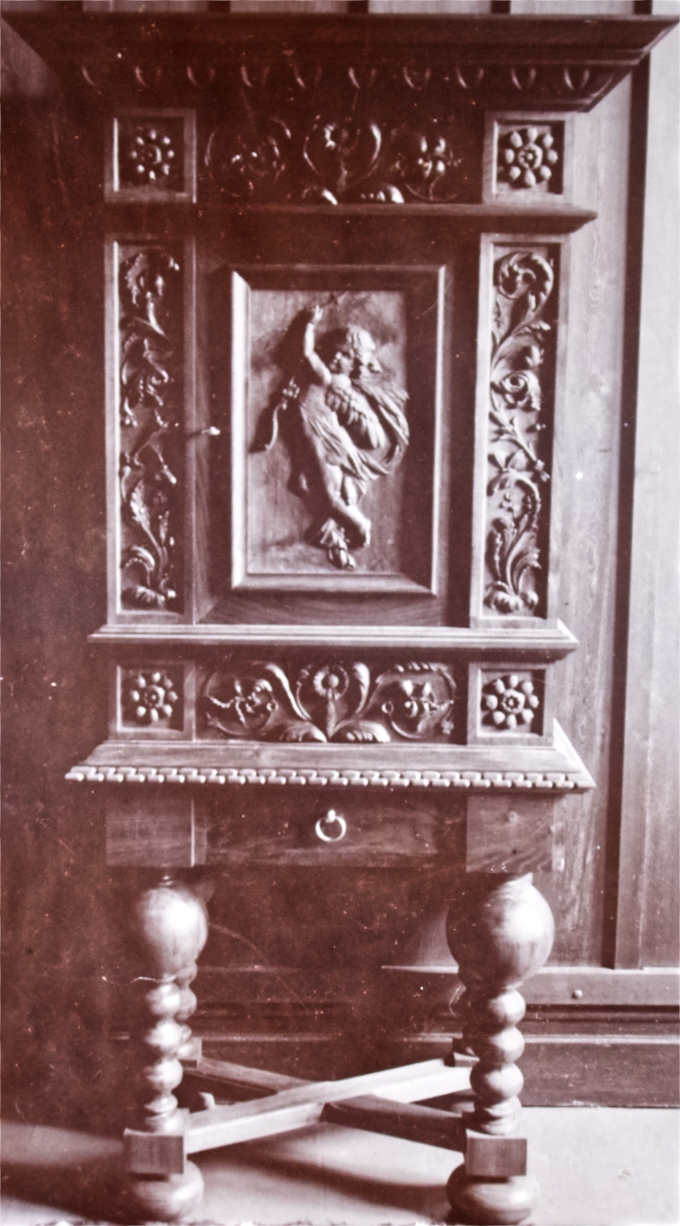
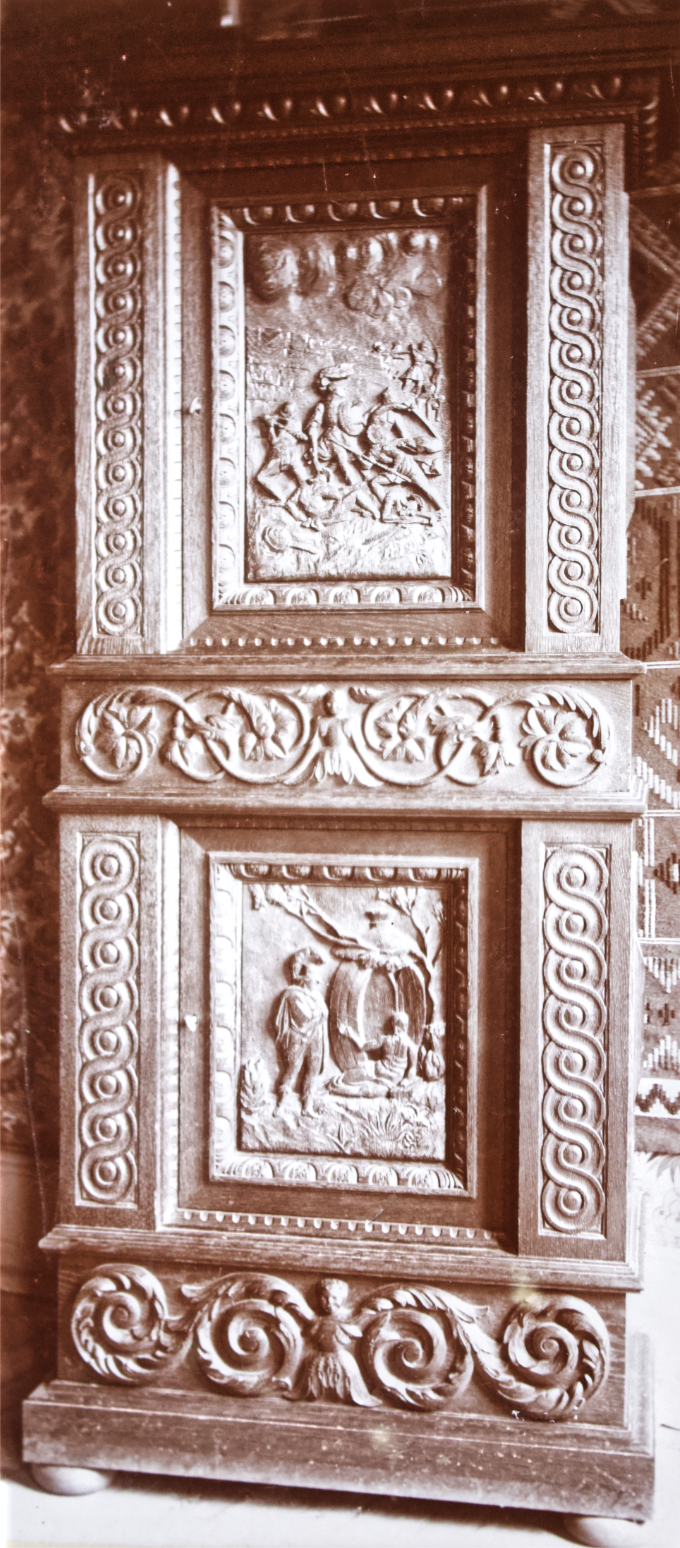

### Fotnoter
1. ↑  ”LIBRIS - Svensk fångvårdstidskrift /”. libris.kb.se. http://libris.kb.se/bib/3239703. Läst 17 december 2019.